# Нагорное (Гомельская область)
Нагорное (бел. Наго́рная) — посёлок в Долголесском сельсовете Гомельского района Гомельской области Республики Беларусь.
На востоке граничит с лесом.

## География

### Расположение
В 24 км от железнодорожной станции Якимовка (на линии Калинковичи — Гомель), 33 км на юго-запад от Гомеля.

## Транспортная сеть
Транспортные связи по просёлочной, затем автомобильной дороге Калинковичи — Гомель. Планировка состоит из короткой прямолинейной меридиональной улицы, застроенной деревянными домами усадебного типа.

## История
Основан в начале 1920-х годов переселенцами из соседних деревень на бывших помещичьих землях. В 1930 году жители вступили в колхоз. Размещено сельхозпредприятие «Нагорное» научно-производственного объединения «Ратон».

## Население

### Численность
- 2004 год — 21 хозяйство, 44 жителя.

### Динамика
- 1959 год — 60 жителей (согласно переписи).
- 2004 год — 21 хозяйство, 44 жителя.